# مرهف ابوقصره
مُرهَف ابوقصره (زاده ۱۹۸۳) با نام مستعار ابوحسن الحموی یا ابوالحسن ۶۰۰، نظامی سوری است که از ۲۱ دسامبر ۲۰۲۴ به عنوان وزیر دفاع سوریه فعالیت می‌کند.
ابوقصره دارای تحصیلات کارشناسی کشاورزی از دانشگاه دمشق است. وی از سال ۲۰۱۱ و با شروع اعتراضات سوریه به همراه خانواده‌اش به استان ادلب، مهاجرت کرد.